# Artuklu (district)
Artuklu is een Turks district in de provincie Mardin en telt 130.916 inwoners (2007). Het district heeft een oppervlakte van 969,1 km². Tot aan 2014 was de officiële benaming van het district Mardin.
De bevolkingsontwikkeling van het district is weergegeven in onderstaande tabel.
| 1997   | 2000    | 2007    |
| ------ | ------- | ------- |
| 96.811 | 100.834 | 130.916 |